# Nacionalni park Khao Jai
Nacionalni park Khao Jai (tajlandski: เขาใหญ่) je nacionalni park na planini Sankambeng koja je južni dio gorja Dong Faja Jen, u provincijama Saraburi, Pračinburi i Nakhon Najok, u Tajlandu. On je, zajedno sa šumama gorja Dong Faja Jen, upisan na UNESCO-ov popis mjesta svjetske baštine u Aziji i Oceaniji kao "važno područje za dugotrajni opstanak mnogih životinjskih vrsta".
Nacionalni park Khao Jai ima površinu od od 2.168 km² i uglavnom je prekriven zimzelenim šumama, tropskim kišnim šumama i pašnjacima na visinama od 400 do 1000 m. Od slapova u parku se nalaze 80 m visok Heo Narok (slika desno), te Heo Suvat i Namtok Sarika.
Sveukupno u parku obitava 3,000 vrsta biljaka, 392 vrste ptica (kao što su Divlja kokoš i Zeleni paun), 200 vrsta reptila i vodozemaca (od kojih je 19 ugroženih vrsta), te 112 vrsta sisavaca (kao što su Azijski mrki medvjed, Azijski slon, Gaur, Tigar, Giboni, Indijski sambar, Makaki) i brojni drugi kralješnjaci.
- Slap Heo Suvat
- Gusta šuma parka
- Azijski slon u Kkao Jaiju
- Rijeka Pračinburi
- Panorama s rijekom

## Vanjske poveznice
- Službena stranica parka Khao Jai (engl.) Posjećeno 29. lipnja 2011.
- Popis ptica parka Khao Jai  Arhivirana inačica izvorne stranice od 21. srpnja 2011. (Wayback Machine) (engl.) Posjećeno 29. lipnja 2011.

### Ostali projekti
|  | Zajednički poslužitelj ima još gradiva o temi Nacionalni park Khao Jai |